# Long Xuyên, Phúc Thọ
Long Xuyên là một xã thuộc huyện Phúc Thọ, thành phố Hà Nội, Việt Nam.
Xã có diện tích 6,8 km², dân số năm 1999 là 7.318 người, mật độ dân số đạt 1.076 người/km².

## Địa lý
Xã Long Xuyên thuộc đồng bằng châu thổ sông Hồng, nằm ở phía Đông Bắc của huyện Phúc Thọ, cách trung tâm huyện Phúc Thọ 4 km; có diện tích tự nhiên 676,12ha, với tổng dân số hơn 9 nghìn người.
Phía Bắc giáp xã Xuân Phú, phía Đông giáp xã Thượng Cốc, phía Nam giáp xã Phúc Hòa và phía Tây giáp với xã Võng Xuyên. Toàn xã được chia thành 3 thôn bao gồm: Bảo Vệ, Phù Long và thôn Triệu Xuyên.

## Kinh tế - xã hội
Xã là một làng nghề mộc nổi tiếng của huyện Phúc Thọ, với hàng trăm xưởng sản xuất nội thất trong toàn xã. Sản phẩm của Long Xuyên tương đối đa dạng và phong phú bao gồm cả đồ nội thất gia đình và đồ nội thất văn phòng. Các sản phẩm thường có giá rẻ, hướng đến phân khúc bình dân.     